# 史提夫·皮科克
史提夫·皮科克（Stephen "Steve" Peacocke，1981年10月30日—）是澳大利亞的一位演員。他最著名的作品是在肥皂劇《聚散離合》中飾演Darryl Braxton角色。皮科克從16歲時就開始演戲。